# امام‌حسن علیا
امام‌حسن علیا، روستایی از توابع بخش مرکزی شهرستان قصر شیرین در استان کرمانشاه ایران است.

## جمعیت
این روستا در دهستان نصرآباد قرار دارد و براساس سرشماری مرکز آمار ایران در سال ۱۳۸۵، جمعیت آن ۸۰ نفر (۱۹خانوار) بوده‌است.